# NGC 4618
NGC 4618 è una galassia a spirale barrata distorta nella costellazione dei Cani da Caccia.

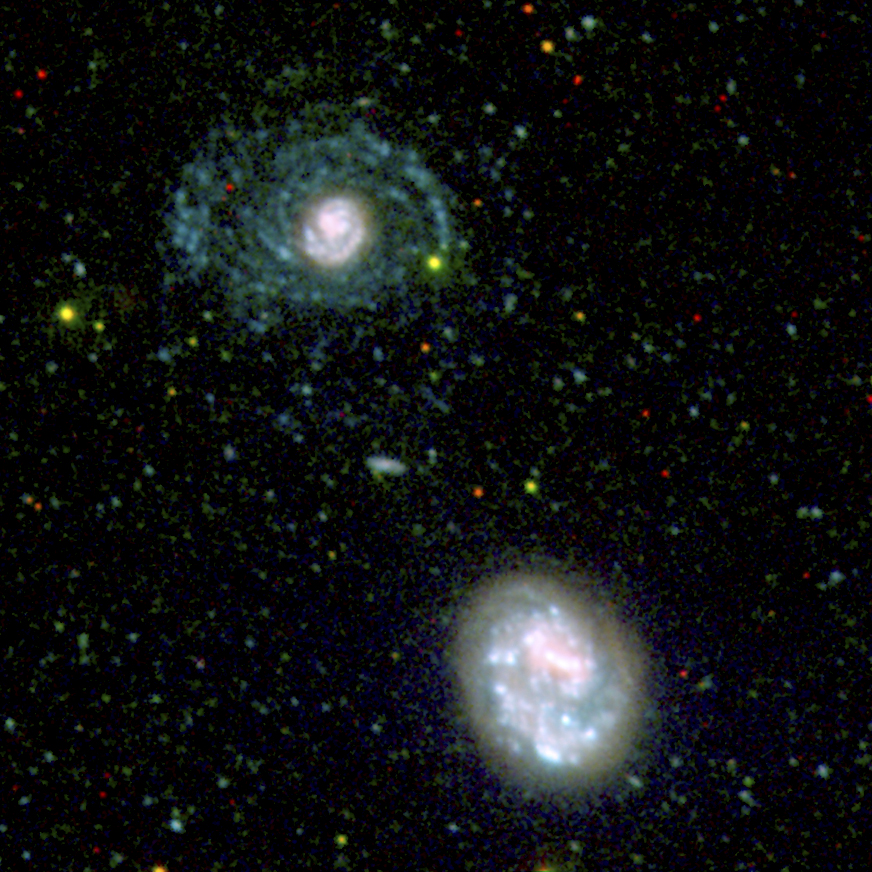
NGC 4625 (alto) e NGC 4618 (basso) in un'immagine composita nel visibile e nell'ultravioletto

È classificata come SBm, che significa che la sua struttura è vagamente simile a quella delle galassie a spirale. A volte è anche definita a spirale magellanica a causa della sua somiglianza con le nubi di Magellano.
È stata scoperta il 9 aprile 1787 da William Herschel.

## Struttura
A differenza della maggior parte delle galassie a spirale, NGC 4618 ha un solo braccio, che le conferisce un aspetto asimmetrico, è uno dei tre esempi di galassia a singolo braccio incluse nell'Atlas of Peculiar Galaxies. Sebbene sia classificata come galassia peculiare, sono state scoperte molte altre galassie simili.
Si era ipotizzato che la struttura asimmetrica della galassia fosse il risultato dell'interazione gravitazionale con NGC 4625. Simili strutture sono abbastanza comuni tra le galassie interagenti. Tuttavia, osservazioni sull'idrogeno neutro nelle due galassie, suggeriscono che solo una parte del gas al di fuori del disco di NGC 4618 è influenzata dalle interazioni gravitazionali. Questo sta ad indicare che la forma a braccio unico della galassia può essere il risultato di un processo intrinseco alla galassia stessa.